# Oblężenie Dorohobuża
Oblężenie Dorohobuża miało miejsce w okresie początek października – 28 października 1632 podczas wojny polsko-rosyjskiej 1632–34.
Choć Sobór Ziemski zdecydował się na wojnę z Polską 20 czerwca 1632 roku, armia rosyjska wyruszyła z Moskwy dopiero 9 sierpnia i przekroczyła granicę polską 30 września. To opóźnienie działań wynikało z wewnętrznych sporów o dowództwo oraz na skutek powolnej koncentracji sił. Łącznie przeciwko Polsce skierowano siły liczące około 60 000 żołnierzy, z czego główna armia dowodzona przez Michała Szeina liczyła 25 000 żołnierzy i 158 dział.
Główna armia z powodu błotnistego terenu maszerowała wolno – 20 września opuściła Możajsk i dopiero 6 października dotarła do Wiaźmy, gdzie Szein wydzielił silną straż przednią, która pod wodzą Fiodora Suchatina i Aleksandra Lesleya ruszyła na Dorohobuż, by opanować miasto i w ten sposób otworzyć głównej armii drogę na Smoleńsk.
Twierdza miała wyremontowane wały, czego wiosną dopilnował wojewoda smoleński Aleksander Gosiewski. To pozwalało przypuszczać, że Dorohobuż stawi wojskom moskiewskim twardy opór. Garnizon twierdzy składał się z chorągwi jazdy pancernej w sile 100 koni oraz z piechoty polskiej w sile 200 żołnierzy. Komendantem garnizonu był Jerzy Łuskina. Załogę wzmacniali dodatkowo okoliczni Kozacy.
Prawdopodobnie już 14 października wojska moskiewskie częściowo spaliły miasteczko i wymordowały znaczną część jego mieszkańców, co świadczyło, że Dorohobuż padł wcześniej. Reszta załogi broniła się w położonym na wzgórzu zamku. Część straży przedniej armii Szeina nie czekała na zdobycie zamku i ruszyła na Smoleńsk, pod  który dotarła 18 października.
Ostatecznie zamek w Dorohobużu Rosjanie zdobyli 28 października, otwierając drogę na Smoleńsk. Główna armia Szeina dotarła pod Dorohobuż dopiero 30 października, a pod Smoleńskiem stanęła w całości dopiero w grudniu. Szein urządził w Dorohobużu główny punkt zaopatrzenia dla swych wojsk.